# Wade Elliott
Wade Patrick Elliott (Southampton, 14 dicembre 1978) è un allenatore di calcio ed ex calciatore inglese, di ruolo centrocampista.

## Carriera

### Giocatore
Dopo un'esperienza al Bashley, si trasferisce al Bournemouth nel febbraio del 2000, a parametro zero, con £5,000 e una borsa di palloni. Durante l'estate del 2005 si trasferisce al Burnley. Nelle stagioni 2006-2007 e 2007-2008 Elliott si rivelò il giocatore dell'anno. Il 25 maggio 2009 segnò nella finale dei play-off il goal che permise alla sua squadra di battere 1-0 lo Sheffield United e di tornare in Premier League dopo 33 di assenza. Segnò il primo goal in Premier League il 23 agosto 2009, contro l'Everton.

## Palmarès

### Giocatore

#### Competizioni nazionali
- Football League One: 1

Bristol City: 2014-2015
- Football League Trophy: 1

Bristol City: 2014-2015